# نورمن فینکلستین
نورمن گری فینکلستین (به انگلیسی: Norman Gary Finkelstein) زاده ۸ دسامبر ۱۹۵۳، یکی از تاریخ‌نگاران، نویسندگان و پژوهشگران سیاسی یهودی آمریکایی است. پژوهش‌های او عمدتاً دربارهٔ منازعه فلسطین و اسرائیل و مسائل سیاسی مربوط به هولوکاست است. او دکترایش را در رشتهٔ علوم سیاسی از دانشگاه پرینستون دریافت کرده‌است. او در سابقه خود عضویت در هیئت علمی کالج بروکلین، دانشگاه راتگرز، کالج هانتر، دانشگاه نیویورک، و دانشگاه دوپال را دارد. او از سال ۲۰۰۱ تا ۲۰۰۷ سمت استادیاری دانشگاه دوپال را داشت.
در سال ۲۰۰۷، بعد از یک جنجال علنی بین فینکلتشتاین و الن درشویتس، استاد دانشگاه مخالف او (از طرف فینکلستین متهم به جعل، سرقت ادبی و تاریخ سازی برای مشروعیت بخشیدن به اسرائیل شده بود) از عضویت رسمی در هیئت علمی دانشگاه دوپال محروم شد. او برای سال تحصیلی ۰۸–۲۰۰۷ به مرخصی همراه با حقوق رفت و در ۵ سپتامبر ۲۰۰۷ استعفاء خود را بعد از یک مصالحه با شروطی اعلام نشده با دانشگاه اعلام کرد. اعلامیه‌ای رسمی از دوپال از تصمیم خاتمه عضویت دائم او در دوپال حمایت کرد و اظهار داشت که فشار خارجی در این تصمیم هیچ نقشی نداشته‌است. با این حال آلن درشوویتز پیشتر اعلام کرده بود که او علیه عضویت فینکلستین در هیئت علمی این دانشگاه لابی کرده بود.
فعالیت‌های فینکلستین در تاریخ‌نگاری از طرف چندی از دانشمندان و تاریخ‌نگاران یهودی منتقد اسرائیل مورد تقدیر قرار گرفته‌است از جمله نوام چامسکی، رائول هیلبرگ و آوی شلیم. چامسکی می‌گوید به فینکلستین هشدار داده بود که «اگر به این مسیر ادامه دهی به دردسر خواهی افتاد چرا که جامعه دانشگاهی آمریکا را به عنوان باند کلاهبرداری رسوا خواهی کرد و آن‌ها این را دوست ندارند و تو را نابود خواهند کرد». در سال ۲۰۰۸ فینکلستین به جرم انتقاد از سیاست‌های اسرائیل برای ۱۰ سال از ورود به اسرائیل منع شد.
او در سال ۱۵–۲۰۱۴ در مؤسسه خاورمیانه دانشگاه ساکاری ترکیه تدریس کرد.

## آثار
- سوداگران فاجعه، دربارهٔ سوءاستفاده از رنج‌های یهودیان، ترجمه علاءالدین طباطبایی، تهران: انتشارات هرمس، ۱۳۸۳

## موضع‌گیری در مورد جنگ اسراییل و غزه
اگر قرار بود جایزه صلح نوبل را بدهم، به این گروه‌ها می‌دادم:
۱. هیات آفریقایی که علیه اسراییل اقدام قضایی کرد.
۲. پزشکانی که در غزه ماندند.
۳. حوثی‌های یمنی.